# NGC 7105
NGC 7105 ist eine linsenförmige Galaxie vom Hubble-Typ S0 im Sternbild Steinbock am Südsternhimmel. Sie ist schätzungsweise 258 Millionen Lichtjahre von der Milchstraße entfernt.
Das Objekt wurde am 12. September 1885 von Francis Leavenworth entdeckt.